# Stylolina
Stylolina es un género de foraminífero bentónico la familia Haddoniidae, de la superfamilia Coscinophragmatoidea, del suborden Biokovinina y del orden Loftusiida. Su especie tipo es Stylolina lapugyensis. Su rango cronoestratigráfico abarca el Badeniense (Mioceno medio).

## Discusión
Clasificaciones previas incluían Stylolina en el suborden Textulariina y en el orden Textulariida.

## Clasificación
Stylolina incluye a la siguiente especie:
- Stylolina lapugyensis